# Alençon
Alençon es una ciudad francesa de la región de Normandía. Es la capital del departamento de Orne. Se encuentra a unos 180 km al oeste de París y tiene una población de 30 380 habitantes (1999). Alenzón pertenece a la Communauté urbaine d'Alençon (con 52 000 habitantes).

## Historia
Es probable que la ciudad de Alençon tenga sus orígenes en el siglo IV, cuando el área estaba siendo cristianizada. El nombre aparece por primera vez en un documento que data del siglo VII. Durante el siglo X, Alenzón fue un «estado intermedio» entre Normandía (al norte) y la región de Maine al sur. La ciudad fue ocupada por los ingleses durante las guerras anglonormandas de 1113 y 1203.
Fue convertida en ducado en el año 1285, y se reinsertó al dominio real en 1549, después de la muerte de Margarita de Francia (1492-1549)
El 17 de junio de 1940 el ejército alemán invadió la ciudad. El 12 de agosto de 1944 la ciudad fue la primera del continente en ser liberada por el ejército francés, por Philippe de Hauteclocque.
Después de la guerra, la población incrementó abruptamente, y se establecieron nuevas industrias, tales como Moulinex, fábrica de artículos electrodomésticos. Posee una próspera industria del plástico.

## Clima
| Parámetros climáticos promedio de Alençon      | Parámetros climáticos promedio de Alençon | Parámetros climáticos promedio de Alençon | Parámetros climáticos promedio de Alençon | Parámetros climáticos promedio de Alençon | Parámetros climáticos promedio de Alençon | Parámetros climáticos promedio de Alençon | Parámetros climáticos promedio de Alençon | Parámetros climáticos promedio de Alençon | Parámetros climáticos promedio de Alençon | Parámetros climáticos promedio de Alençon | Parámetros climáticos promedio de Alençon | Parámetros climáticos promedio de Alençon | Parámetros climáticos promedio de Alençon |
| Mes                                            | Ene.                                      | Feb.                                      | Mar.                                      | Abr.                                      | May.                                      | Jun.                                      | Jul.                                      | Ago.                                      | Sep.                                      | Oct.                                      | Nov.                                      | Dic.                                      | Anual                                     |
| ---------------------------------------------- | ----------------------------------------- | ----------------------------------------- | ----------------------------------------- | ----------------------------------------- | ----------------------------------------- | ----------------------------------------- | ----------------------------------------- | ----------------------------------------- | ----------------------------------------- | ----------------------------------------- | ----------------------------------------- | ----------------------------------------- | ----------------------------------------- |
| Temp. máx. abs. (°C)                           | 17.7                                      | 19                                        | 22.5                                      | 28.9                                      | 31                                        | 35.5                                      | 39                                        | 38.5                                      | 34.2                                      | 28.4                                      | 21                                        | 16.5                                      | 39                                        |
| Temp. máx. media (°C)                          | 6.8                                       | 8                                         | 11.3                                      | 13.8                                      | 17.8                                      | 20.9                                      | 23.6                                      | 23.9                                      | 20.4                                      | 15.7                                      | 10.3                                      | 7.6                                       | 15.1                                      |
| Temp. media (°C)                               | 4.1                                       | 4.8                                       | 7.2                                       | 9.1                                       | 12.8                                      | 15.7                                      | 18.1                                      | 18.1                                      | 15.1                                      | 11.4                                      | 7                                         | 5                                         | 10.7                                      |
| Temp. mín. media (°C)                          | 1.4                                       | 1.4                                       | 3                                         | 4.4                                       | 7.8                                       | 10.5                                      | 12.5                                      | 12.2                                      | 9.8                                       | 7.1                                       | 3.7                                       | 2.3                                       | 6.4                                       |
| Temp. mín. abs. (°C)                           | -17.4                                     | -18                                       | -9.4                                      | -5.2                                      | -2.6                                      | 0.3                                       | 3                                         | 2.2                                       | 0                                         | -6                                        | -10.6                                     | -17                                       | -18                                       |
| Precipitación total (mm)                       | 73.7                                      | 68.6                                      | 57.8                                      | 53.7                                      | 66                                        | 55.5                                      | 48.7                                      | 39.7                                      | 68.3                                      | 68.5                                      | 69.4                                      | 82.9                                      | 752.8                                     |
| Horas de sol                                   | 57.5                                      | 89.5                                      | 128.2                                     | 165.8                                     | 191                                       | 210.6                                     | 225                                       | 216                                       | 170.3                                     | 113.3                                     | 77.2                                      | 50.9                                      | 1667.2                                    |
| Fuente: Météo climat stats «Clima de Alençon». |                                           |                                           |                                           |                                           |                                           |                                           |                                           |                                           |                                           |                                           |                                           |                                           |                                           |

## Demografía
| 12 954 | 12 407 | 13 222 | 13 955 | 13 917 | 13 934 | 14 388 | 14 760 | 16 473 | 16 110 | 16 115 | 16 037 | 16 615 | 17 237 | 17 550 | 18 319 | 17 841 | 17 270 | 17 843 | 17 378 | 16 249 | 16 044 | 16 688 | 17 731 | 19 691 | 21 893 | 25 584 | 31 656 | 33 680 | 31 608 | 29 988 | 28 935 | 27 942 |
| Para los censos de 1962 a 1999 la población legal corresponde a la población sin duplicidades (Fuente: INSEE [Consultar]) |        |        |        |        |        |        |        |        |        |        |        |        |        |        |        |        |        |        |        |        |        |        |        |        |        |        |        |        |        |        |        |        |

## Galería

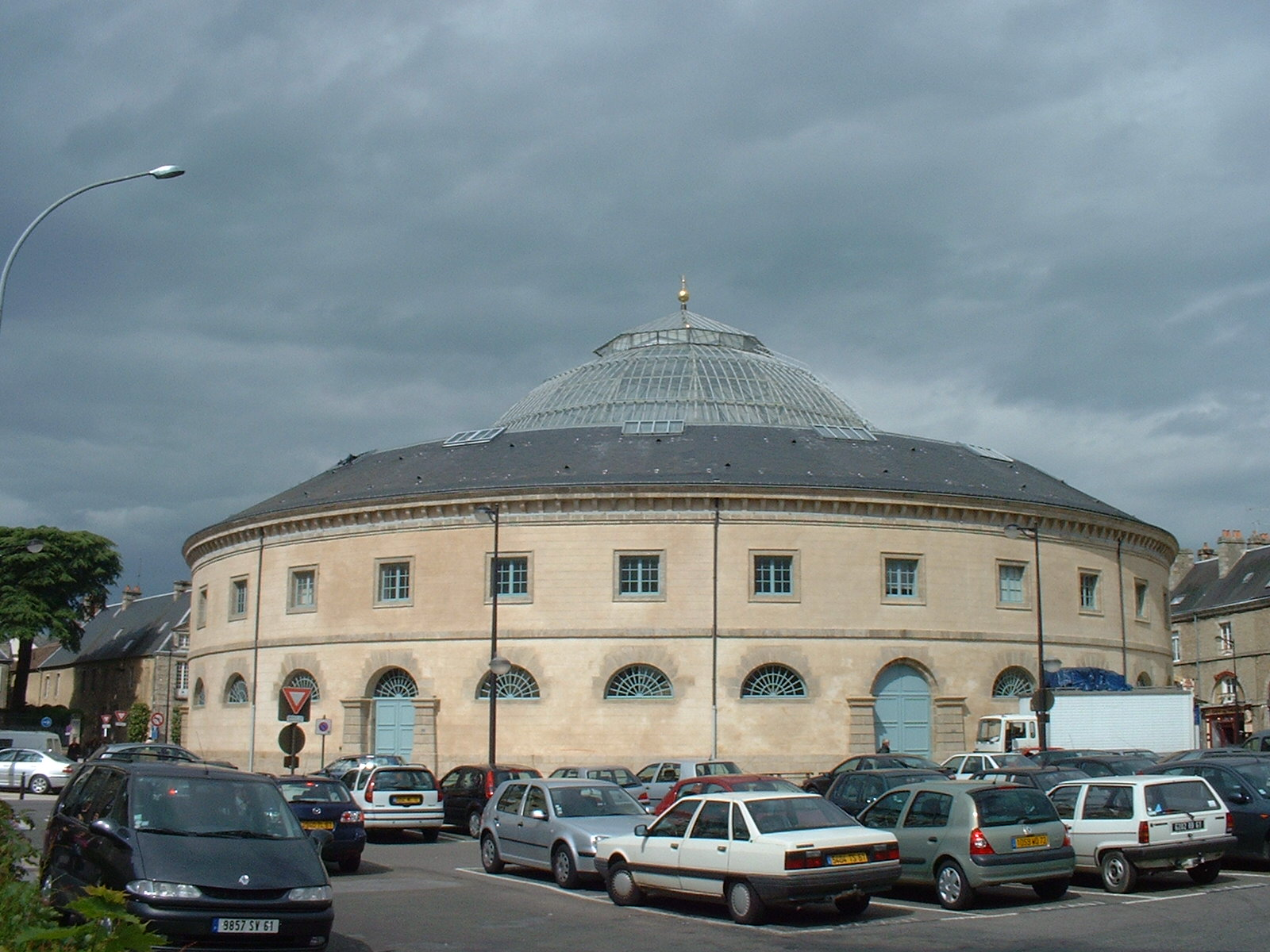
Halle aux blés
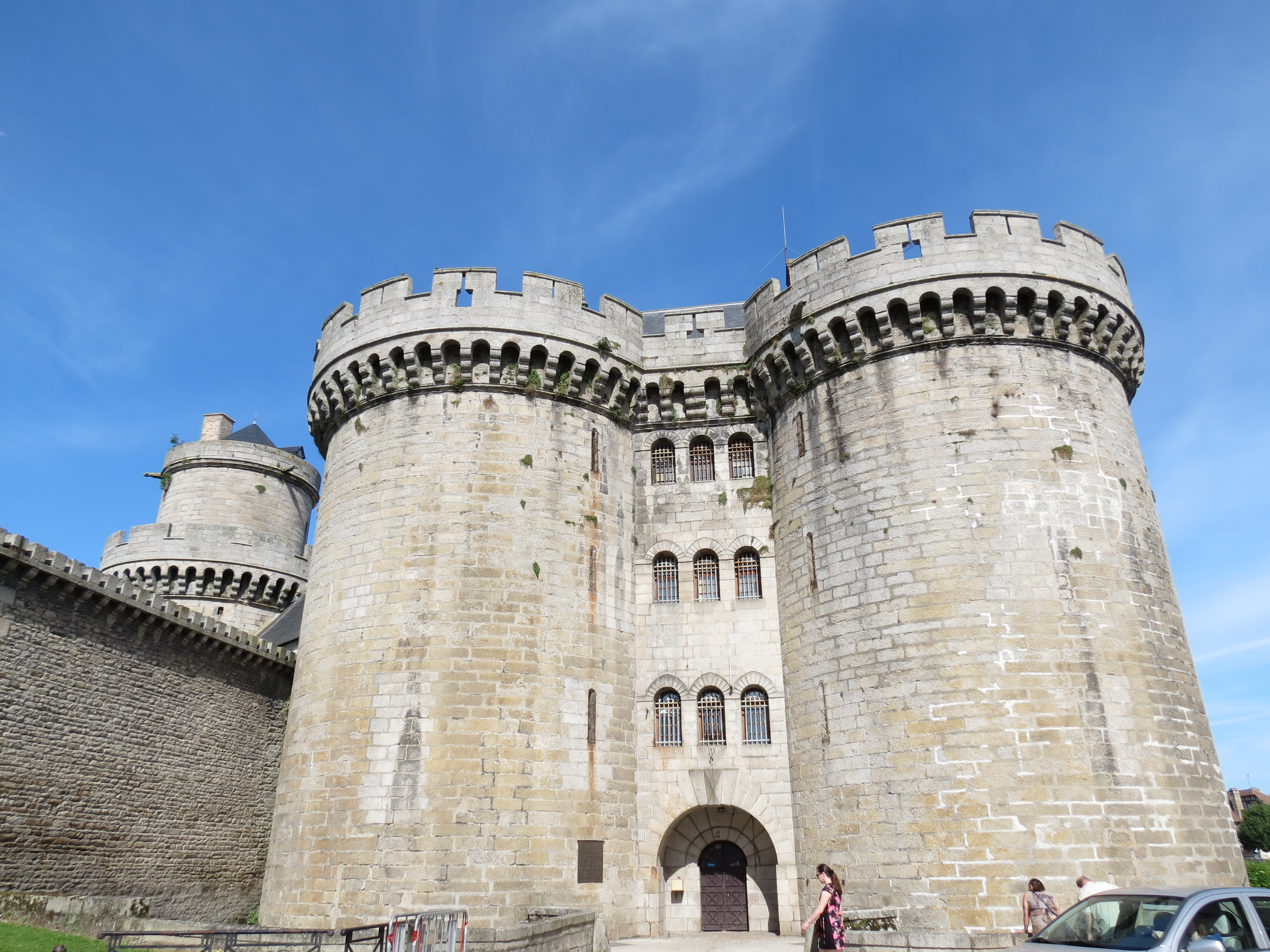
Castillo de los Duques
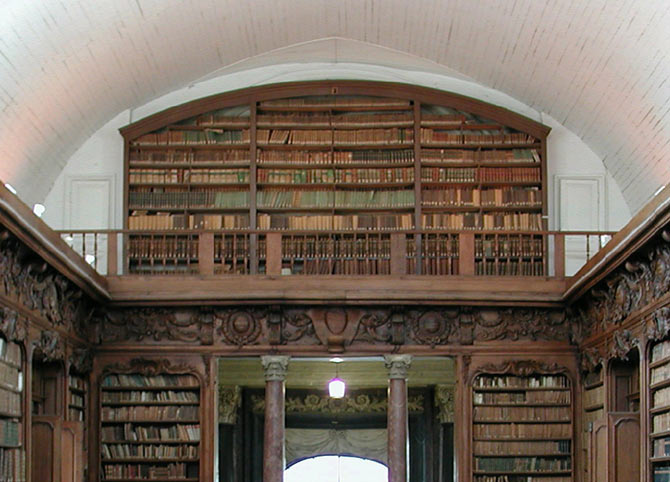
Biblioteca
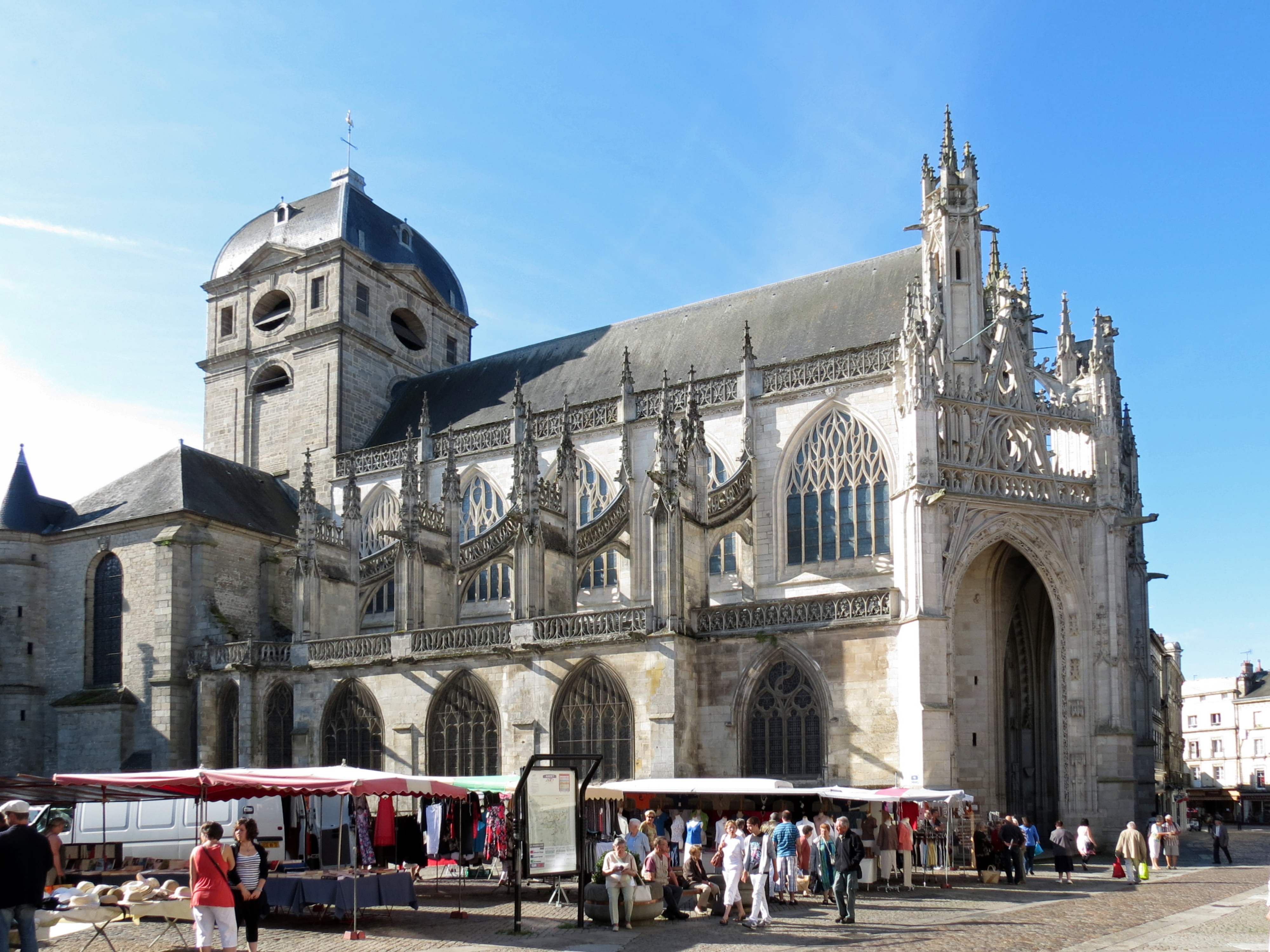
Basílica Nuestra Señora de Alenzón
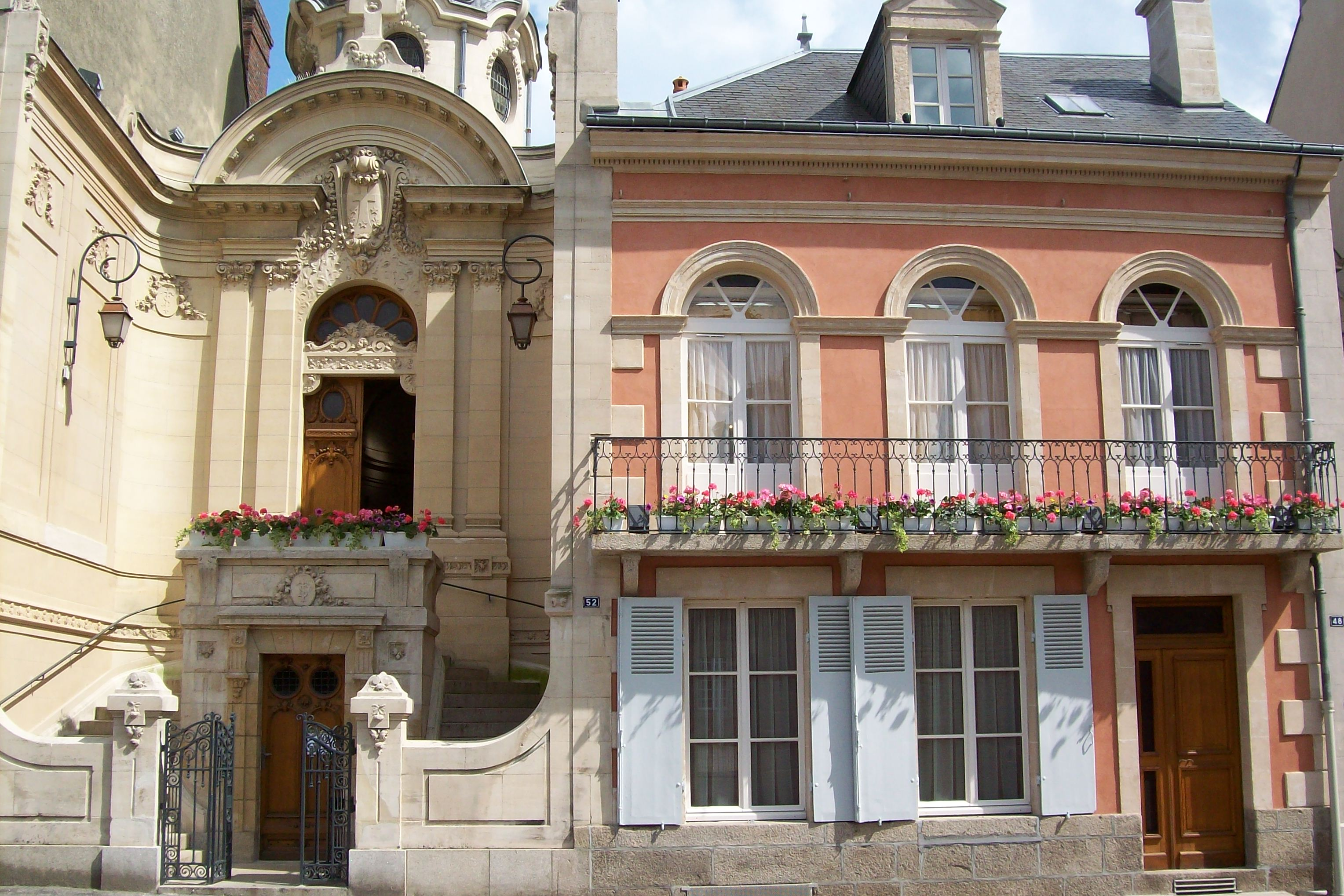
Casa de Luis y Celia Martin, casa natal de santa Teresita